# Rika Nonaka
Rika Nonaka (牧野 留姫? Makino Ruki) è un personaggio immaginario della terza stagione dell'anime dedicato all'universo di Digimon, Digimon Tamers.
Il suo Digimon partner è Renamon. Rika è nota per il suo proverbiale caratteraccio e per il suo soprannome di "Regina dei Digimon", nato dalle susseguenti vittorie ai vari tornei del gioco di carte di Digimon.
Rika è doppiata in giapponese da Fumiko Orikasa e in italiano da Perla Liberatori.

## Digimon Tamers
All'inizio della serie, Rika vede i Digimon esclusivamente come semplici dati informatici costituiti per combattere ed il suo unico desiderio è di far diventare la sua Digimon partner, Renamon, il più forte Digimon del mondo. La ragazza prova a far rafforzare Renamon facendola combattere contro ogni Digimon che bioemerge nel mondo reale e facendole assorbire i dati degli sconfitti, ma è frustrata dalla mancanza di controllo di Renamon sul potere della Digievoluzione. Alla fine la ragazza capisce che, affinché il loro rapporto porti dei vantaggi ad entrambe, lei ed il suo Digimon devono essere amiche ed essere allo stesso livello, lavorando quindi insieme.
Rika asserisce di aver progettato di trascorrere il resto della sua vita ad allenare Digimon e che non ha altri piani al di fuori di questo. È una ragazza un po' acida ed estremamente asociale, ma Takato ed Henry riescono a tirare fuori il meglio di lei. Rika aveva perso un torneo del gioco di carte di Digimon contro Ryo due anni prima dell'inizio della serie, cosa che spiega il risentimento della ragazza nei suoi confronti quando i due si rincontrano per la prima volta a Digiworld. Dopo la scomparsa di Ryo, infatti, Rika si era guadagnata il titolo di "Regina dei Digimon". A quel punto aveva incontrato Renamon. Ciò era accaduto subito dopo la sua vittoria, l'apparizione della Carta Blu e, conseguentemente, del suo Digivice D-Arc. Rientrata a casa, Rika si trova improvvisamente davanti tre "finestre" verso Digiworld, nelle quali sono presenti diversi Digimon che le si presentano per proporle di diventare la loro guida. Tuttavia, quando Rika desidera di diventare la Domatrice del Digimon più forte, è Renamon ad apparire. Durante la serie Rika prende Jeri sotto la sua ala e le insegna tutti i segreti delle Digicarte e dell'essere un Domatore di Digimon quando Jeri diventa effettivamente una Domatrice.
Anche se Rika inizia a tollerare lentamente Takato e gli altri, la ragazza si dimostra ancora fredda e sostenuta nei loro confronti. Anche se solitamente è una solitaria e preferisce la sua stessa compagnia, Rika parla comunque moltissimo con Renamon. La ragazza inizialmente si prende gioco di Henry e Takato a causa dell'attaccamento emotivo nei confronti dei loro Digimon, Terriermon e Guilmon, credendo in cuor suo che questi legami li rendano deboli, e provando senza successo ad indurli alla battaglia contro Renamon. La ragazza continua nel suo intento finché non sviluppa una piccola relazione con Renamon. Ciò porta finalmente alla Digievoluzione di Renamon in Kyubimon, la quale avviene in uno scontro con Dokugumon, che era ad un passo dall'eliminare Rika e Renamon. Poco dopo la ragazza si rende conto che i Digimon possono essere sia combattenti che compagni ed ammette di non poter più prendere in giro Takato ed Henry, non riuscendo a ricordarsi nemmeno il perché della sua rabbia.
La relazione di Rika e Renamon è un po' inconsueta, assomigliando di più a un rapporto tra coetanee adulte che ad uno con un cucciolo inesperto (come era Guilmon) o con un bambino giocherellone (come Terriermon). Renamon è molto protettiva nei confronti di Rika, preferendo seguirla in giro e vigilare sui possibili pericoli che giocare o mangiare tutti i giorni come molti altri Digimon dei Domatori. Ad un certo punto della trama, Rika e Renamon si estraniano l'una dall'altra perché Renamon crede di non aver bisogno di Rika per diventare più forte, mentre la ragazza non pensa che i Digimon siano degni del suo impegno come Domatrice. La personalità di Rika, negativa, indipendente, brontolona, misteriosa, cinica e solitaria, è sostanzialmente differente da quella della maggior parte dei personaggi femminili della serie. Le ragioni precise per questo suo atteggiamento sono sconosciute, anche se sua madre sembra insolitamente giovane ed è divorziata da suo padre. Tuttavia, i creatori di Digimon Tamers hanno specificato che l'assenza del padre di Rika non ha niente a che fare con la personalità "distorta" di Rika.
Un momento cruciale per Rika durante la serie è la Matrixdigievoluzione di Kyubimon in Taomon. Ciò avviene durante lo scontro con Vajramon, un Deva che aveva attaccato il gruppo qualche tempo prima ed aveva poi portato con sé Renamon, cercando di convincerla ad unirsi a loro e a tradire gli "esseri umani". Tuttavia, Renamon svela di essere andata con lui solo per carpirgli informazioni preziose, scatenando la furia del Digimon. I sentimenti di Rika, felice di riavere con sé il proprio Digimon partner, attivano la Matrixdigievoluzione. Al termine della battaglia, Rika è, forse per la prima volta nella serie, apertamente felice e lo dimostra complimentandosi con Renamon per le sue abilità come Taomon e per la sua bellezza.
La madre di Rika è una famosa modella e spinge costantemente Rika a preoccuparsi maggiormente del suo aspetto, portandola a fare servizi fotografici e a comprare vestiti "femminili" da farle mettere (che Rika getta via furiosamente). Rika vive con sua madre e sua nonna (suo padre non appare mai nella serie poiché i suoi genitori sono divorziati, ma viene mostrato brevemente in Runaway Digimon Express quando Rika viene posseduta da Parasimon), ma obbedisce di rado ad una delle due. Nessuna delle due la punisce per questo. La nonna di Rika prova davvero a relazionarsi con Rika, ma la ragazza non le permette di farlo.
Successivamente, la nonna di Rika scopre dell'esistenza di Renamon e la soprannomina "angelo custode" di Rika. La donna sembra non essere del tutto sorpresa che Rika sia una Domatrice e promette a Rika che non dirà a sua madre della sua partenza per Digiworld. Rika è scioccata che sua nonna sia così comprensiva e da quel momento in poi è più gentile e più aperta nei suoi sentimenti verso sua nonna. Poco prima della battaglia di Rika contro il D-Reaper, la madre di Rika le compra una T-shirt con un cuore intero per sostituire quella con il cuore spezzato che Rika indossa di solito. La donna dice che questa rappresenta un augurio di buona fortuna; inoltre, ne ha comprata una versione rosa per sé. Rika è colpita dal gesto e sorride a sua madre prima di andare.
A Rika non piace indossare vestiti da ragazze e non indossa altri capi di abbigliamento per la parte inferiore del corpo al di fuori dei suoi jeans (come nota sua nonna) ed è convinta che niente sia più importante di essere sempre e comunque la migliore. Rika solitamente indossa una T-shirt verde acqua a collo alto con il disegno di un cuore infranto, dei jeans corti blu con chiusura a bottoni, dei polsini rossi, delle scarpe di tela rosse con punta grigia e delle fibbie intorno alla vita e alla gamba sinistra. Solitamente preferisce pettinare i suoi capelli in una coda di cavallo, ma la scioglie quando si veste. Viene anche definita "bellissima" dal fotografo amico di sua madre. Secondo Chiaki J. Konaka, il creatore della serie, gli schizzi iniziali di Rika erano stati molto influenzati dal personaggio di Trinity della saga di Matrix, in quanto esempio di un personaggio principale di sesso femminile molto forte. Tuttavia, con il passare del tempo, l'ideologia del personaggio passò al design attuale con la sua testa "a forma di ananas".
Con il proseguire della stagione, Rika sembra sviluppare dell'affetto per Impmon. Nell'episodio "La forza della volontà", Rika dice ad Henry di essere preoccupata per la salute di Impmon dopo la precedente battaglia con il Deva Indramon. Questo a causa dello stato del Digimon, che dopo la battaglia era distrutto e gravemente ferito a causa della troppa differenza di potere tra i due Digimon. Inoltre, nell'episodio "L'arca dei Pionieri Digitali", Rika e Renamon lasciano l'arca alla ricerca di Impmon. Quando Rika torna, la ragazza mostra Impmon tra le proprie braccia, arrivando giusto in tempo all'arca prima che questa parta per il mondo reale. Durante la serie ci sono diversi episodi in cui Rika si dimostra preoccupata per Impmon. Si affeziona inoltre notevolmente anche a Calumon. Nell'episodio "L'orgoglio di Rika", la ragazza scaccia via il Digimon, infastidita dal fatto che lui la segua. Tuttavia, nell'episodio seguente "Combo, la tecnica combinata", anche se Rika gli grida di andarsene dalla sua stanza quando lui le fa visita durante la notte (chiamandolo anche "topo troppo cresciuto"), è visibilmente colpita dai suoi tentativi di tirarla su. Quindi, successivamente negli episodi "Un breve ricongiungimento" e "Lotta contro il destino", la ragazza lo accoglie calorosamente e con affetto quando lo ritrova. Quest'ultimo episodio è totalmente incentrato su Rika e Renamon e sulla loro lotta contro il destino avverso. La necessità di salvare Calumon è più forte di qualsiasi difficoltà incontrata dalle due, compreso il D-Reaper, che viene momentaneamente sconfitto dalla Biodigievoluzione di Rika e Renamon in Sakuyamon, la quale alla fine riesce a salvare Calumon grazie ai suoi grandi poteri. Durante la battaglia con Beelzemon, Rika prova a tirare su Suzie, la sorellina di Henry, che è furiosa per non poter far digievolvere Lopmon, ma non vi riesce. Nell'episodio "Alla ricerca di Jeri", Rika si dimostra preoccupata per Alice dopo la perdita del suo amico Dobermon. Sembra inoltre esserci un lato di lei che si sviluppa con l'avanzare della serie. Questo lato è premuroso, preoccupato per gli altri e, nel suo insieme, "buono".
Alla fine della serie, il padre di Henry, uno dei primi programmatori a creare i Digimon come forme di vita artificiale, è costretto ad avviare un programma che eliminerà tutti i Digimon dal mondo reale per poter distruggere il D-Reaper, un programma di pulizia impazzito che stava per gettare nel caos il mondo reale. Il programma funziona, ma ciò comporta che Renamon, Guilmon, Terriermon e tutti gli altri Digimon dei Domatori sono costretti a regredire, al punto che saranno distrutti se non tornano a Digiworld. I Digimon tornano così a Digiworld, lasciando i loro Domatori a chiedersi se li rivedranno mai più. Rika sembra distrutta a doversi separare da Renamon, versando anche lacrime, cosa che la ragazza fa raramente perché preferisce evitare di mostrare apertamente le proprie emozioni. La ragazza confessa a Renamon di volerle bene ed è la prima e unica volta che glielo dice. Tuttavia, come mostrato nel secondo film di Tamers, Runaway Digimon Express, i Domatori si riuniscono con i loro Digimon (a conferma di ciò è tramite il portale per Digiworld trovato da Takato nell'epilogo della serie apertosi da un Digignomo per il desiderio che tutti riabbiano i loro digimon). Non è certo, in ogni caso, se Runaway Digimon Express sia canonico o meno, perché nel Drama-CD Message in the Packet i Domatori non riescono a riunirsi ai loro Digimon. Secondo il film Runaway Digimon Express, il compleanno di Rika è il 9 maggio. Inoltre, di tutte le stagioni anime, Rika è il primo personaggio femminile che riesce a far digievolvere il proprio Digimon al livello mega all'interno della serie stessa. Il secondo sarà poi Yoshino Fujieda in Digimon Savers, che farà digievolvere la sua Lalamon in Rosemon. Kari Kamiya aveva precedentemente fatto digievolvere Angewomon in Magnadramon, ma solo durante un film nemmeno incluso nel canone.

### The Adventurers' Battle
Con Takato, Henry ed i loro partner in vacanza ad Okinawa, tocca a Rika e Renamon difendere Shinjuku dai Digimon selvaggi che continuano a bioemergere senza sosta. Quando i Digimon iniziano però ad apparire in tutto il mondo, appare Omnimon, che trasporta Rika e Kyubimon, insieme ad Henry e Gargomon, nel luogo in cui Takato e Growlmon sono impegnati a combattere contro il vero nemico: Mephistomon. Rika è presente quando la battaglia si sposta in una dimensione parallela dove i Digimon dei Domatori, nelle loro forme di livello evoluto WarGrowlmon, Rapidmon e Taomon, combinano i loro attacchi per creare il Trinity Burst (Esplosione della Trinità), sconfiggendo Gulfmon, Digievoluzione di Mephistomon, e fermando una volta per tutte il caos generatosi nel mondo reale.

### Runaway Digimon Express
La famiglia e gli amici di Rika stanno organizzando una festa a sorpresa per festeggiare il suo compleanno, ma la ragazza non ne è molto entusiasta quando Takato è costretto a rivelarglielo. Tuttavia, Rika a questa rivelazione arrossisce leggermente. Il ragazzo suggerisce allora di andare a vedere la fioritura dei ciliegi insieme quando si vedranno più tardi. L'apparizione di Locomon, tuttavia, fa entrare in azione la ragazza, insieme a Renamon, che salta in una delle carrozze del Digimon treno insieme a Takato. Posseduta da un Parasimon, che la induce ad attaccare Renamon e Takato mostrandole ricordi di suo padre, Rika viene liberata quando Guilmon distrugge il Parasimon che la stava controllando. La ragazza biodigievolve quindi con Renamon in Sakuyamon per aiutare a sconfiggere tutti i Parasimon fuoriusciti da un varco digitale e a fermare l'invasione di Tokyo. Dopo la loro vittoria sui Parasimon, Rika partecipa alla festa a sorpresa organizzata per lei dai suoi amici, ma si allontana dopo aver soffiato sulle candeline e dopo una richiesta di cantare al karaoke. Takato la trova a guardare il tramonto, ma Renamon lo ferma e gli impedisce di andare da lei, lasciando la ragazza da sola con i ricordi di suo padre.

## Character song
Rika è l'unico personaggio che nel doppiaggio americano ha una propria image song ridoppiata. Accade infatti in Runaway Digimon Express, quando Melissa Fahn canta "Promise" ("Promessa"), durante la stessa sequenza in cui Fumiko Orikasa cantava "Yuuhi no Yakusoku" ("Promessa del sole che sorge"). In "Digimon Girls Festival" Rika canta inoltre "My Style" ("Il mio stile"), mentre in "Best Tamers 2" canta "Moon Fighter" ("Guerriero della luna"). Sempre in "Best Tamers 2", Rika duetta con Renamon in "Last Piece" ("Ultimo pezzo"). Rika canta inoltre due canzoni con Takato ed Henry, "3 Primary Colors" ("3 colori primari") e "Santamon o Sagase!!" ("Alla ricerca di Santamon!!").

## Accoglienza
Laura Thornton di CBR ha classificato Rika e Renamon come la migliore coppia della serie Tamers. Justin Carter di Twinfinite ha classificato Rika come il secondo miglior Digiprescelto. Doc Burford di Kotaku considerò Rika il miglior personaggio di Tamers, sottolineando la sua profondità psicologica e la sua crescita nel corso della storia come i motivi principali per cui apprezzava il personaggio.